# Krull-dimensie
In de commutatieve algebra, is de Krull-dimensie van een ring {\displaystyle R} het aantal strikte inclusies in een maximale keten van priemidealen. De Krull-dimensie is naar Wolfgang Krull 1899-1971 genoemd.
De Krull-dimensie hoeft zelfs voor een Noetherse ring niet eindig te zijn.
Een lichaam (Ned) / veld (Be) {\displaystyle k} heeft Krull-dimensie 0. {\displaystyle k[x_{1},...,x_{n}]} heeft meer in het algemeen Krull-dimensie {\displaystyle n}. Een hoofdideaaldomein dat geen lichaam / veld is heeft Krull-dimensie 1.
- I Kaplansky. Commutative rings, september 1974. blz 32 ISBN 0-226-42454-5